# La Bête des Vosges : Autopsie d'une rumeur
Pour plus de détails, voir Fiche technique et Distribution.
La Bête des Vosges : Autopsie d'une rumeur est un documentaire français de Robin Hunzinger sorti en 2008.

## Synopsis
Dans les Vosges, en 1977, une bête non identifiée s’attaque aux troupeaux et les massacre. Plus de 200 bêtes (volailles, moutons, chevaux) en sont victimes en six mois. Les médias d’alors l’appellent la « bête des Vosges ». De nombreuses hypothèses sont avancées pour identifier l'animal. 
Trente ans plus tard, le narrateur organise sa propre traque à lui, une sorte de battue avec ses moyens filmiques. Il parcourt la région à la recherche de traces, non pas de la Bête elle-même, mais de celles qu’elle a laissées dans les mémoires.
Pourquoi et comment un fait-divers banal est-il devenu un "conte moderne" ? Comment et pourquoi la rumeur est-elle toujours aussi vivace trente ans après les faits ? Pour le comprendre, le film remonte aux origines de la rumeur, en un jeu de miroirs successifs, qui frôle l'irrationnel.

## Fiche technique
- Titre : La Bête des Vosges : Autopsie d'une rumeur
- Réalisation : Robin Hunzinger
- Producteurs: Bruno Florentin et Gérald Collas
- Production : Real Productions, Bix Films, Ina, France 3
- Musique : Jean-Philippe Chalté
- Pays :  France
- Durée : 53 minutes